# スパ・フランコルシャン24時間レース
スパ・フランコルシャン24時間レース（スパフランコルシャンにじゅうよじかんレース、英語:Total 24 Hours of Spa ）とは、ベルギーのスパ・フランコルシャンサーキットで毎年開催される自動車の耐久レースである。なお「フランコルシャン」をつけて呼ぶことは滅多に無く、公式でも「スパ24時間 (24 Hours of Spa)」と称しているが、1997年までは「フランコルシャン24時間 (24 Heures de Francorchamps)」が正式名称であった 。
2023年以降、タイトルスポンサーはクラウドストライクが務めている。

## 概要

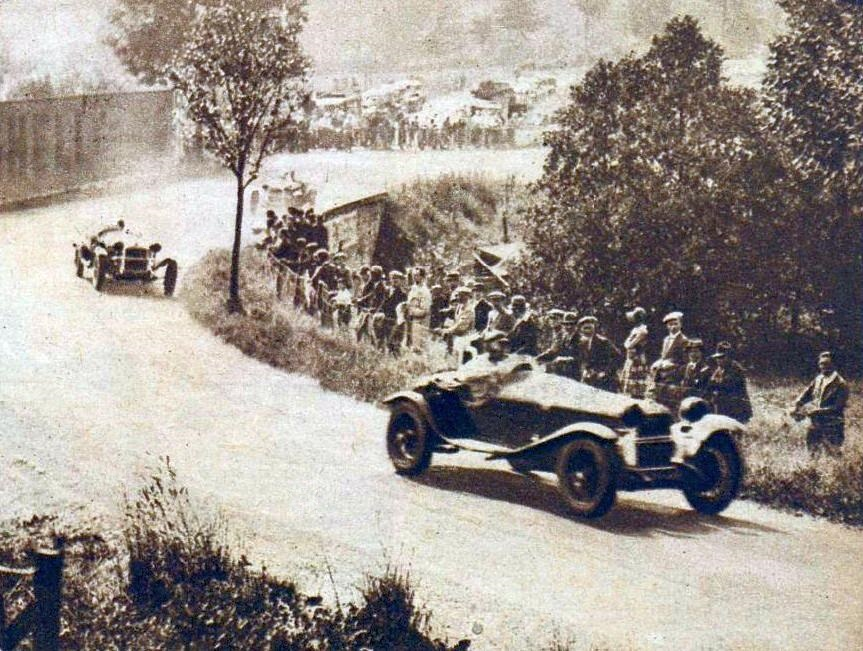
1930年大会

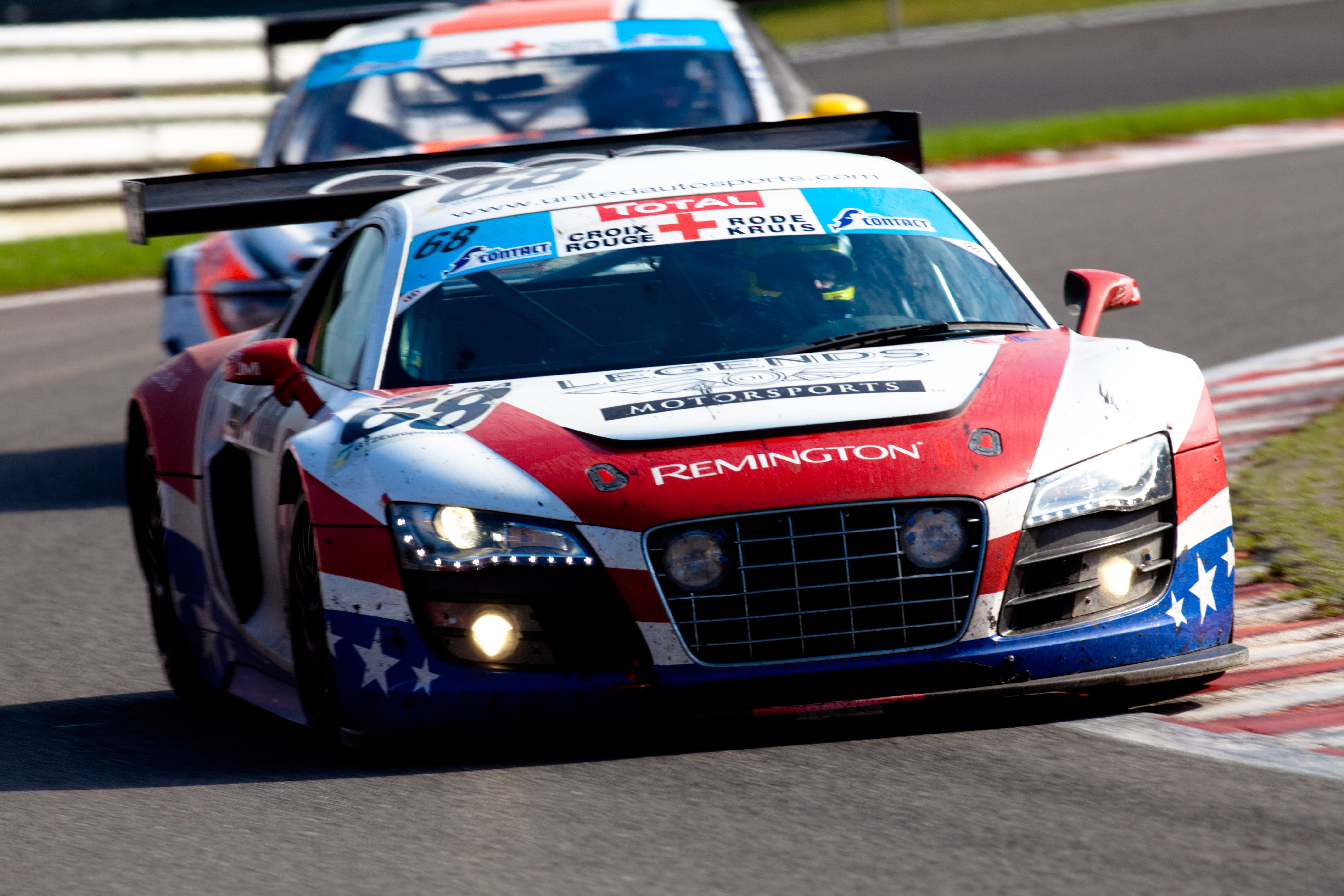
2010年大会

1924年に「24時間グランプリ (Grand Prix de 24 Heures)」としてはじまった。
フランスのル・マン24時間レース、アメリカのデイトナ24時間レースとともに『世界三大24時間レース』や『世界三大耐久レース』と呼ばれることもある。ただしプロトタイプカー中心の耐久レースであるル・マン、デイトナに対し、スパ24時間は市販車改造車中心の耐久レースであるのが大きな特徴である。
1970年代までのスパ・フランコルシャンは全長14kmもあったため、ニュルブルクリンク24時間レースに近い性格のレースであった。
1960年代以降は永らくヨーロッパツーリングカー選手権（ETC）のシリーズに加わり開催され、1987年には世界ツーリングカー選手権（WTC）の1戦として開催された。ETCが終了した1989年以降は単独のレースとなった。2001年から2009年はFIA GT選手権のシリーズの1戦として開催されている。
1993年の大会は、決勝レース中にベルギー国王（当時）ボードゥアン1世が崩御したため、レースは途中で中止（成立）となった。
2021年現在、日本車の総合優勝は1981年のマツダ・RX-7と1991年の日産・スカイラインGT-Rの2度。うち1991年の優勝はアンデルス・オロフソン、デビッド・ブラバムと組んだ服部尚貴が日本人として唯一の勝利を挙げたものとなっている。
現在のスパ24時間はSROが主催するGTワールドチャレンジ・ヨーロッパ、インターコンチネンタルGTチャレンジの一戦に組み込まれており、全車がグループGT3マシンである。
2022年まで、タイトルスポンサーを石油会社のトタルエナジーズが務めていた。

## 1991年以降の総合優勝車一覧

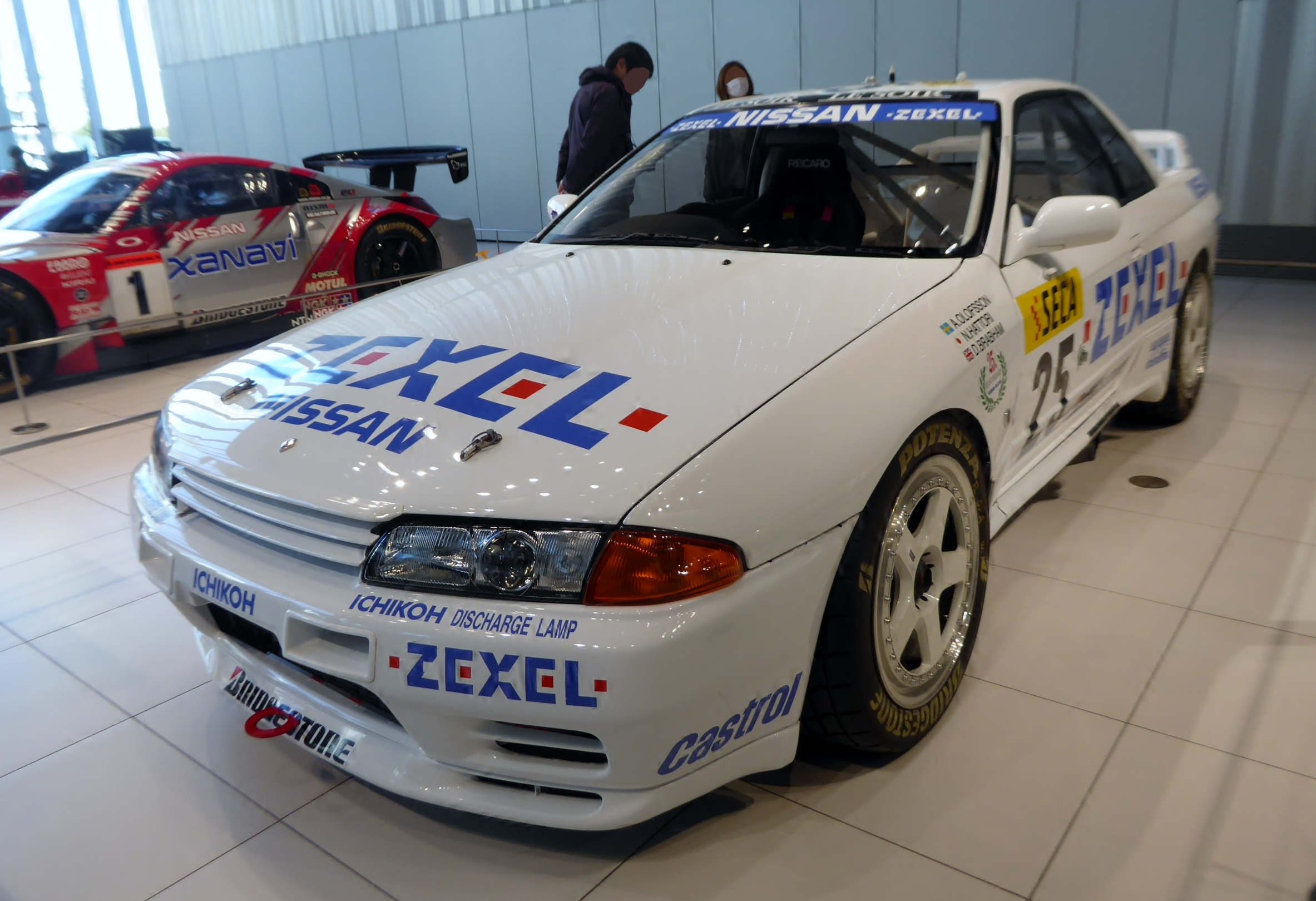
日産・スカイラインGT-R（1991年総合優勝車）

- 1991年 - 日産・スカイラインGT-R（グループA）
- 1992年 - BMW・M3スポーツエボリューション（DTM）
- 1993年 - ポルシェ・911カレラ（プロカー）
- 1994年 - BMW・318is（ST）
- 1995年 - BMW・320i（ST）
- 1996年 - BMW・320i（ST）
- 1997年 - BMW・320i（ST）
- 1998年 - BMW・320i（SP）
- 1999年 - プジョー・306GTi（SP）
- 2000年 - プジョー・306GTi（SP）

※ツーリングーカー最後の年
- 2001年 - クライスラー・バイパー GTS-R

※FIA-GT選手権へ
- 2002年 - クライスラー・バイパー GTS-R
- 2003年 - ポルシェ・911 GT3
- 2004年 - フェラーリ・550マラネロ
- 2005年 - マセラティ・MC12
- 2006年 - マセラティ・MC12
- 2007年 - シボレー・コルベット
- 2008年 - マセラティ・MC12
- 2009年 - シボレー・コルベット
- 2010年 - ポルシェ・911 GT3
- 2011年 - アウディ・R8 LMS

※ブランパン耐久シリーズへ
- 2012年 - アウディ・R8 LMS
- 2013年 - メルセデス・ベンツ・SLS GT3
- 2014年 - アウディ・R8 LMS
- 2015年 - BMW・Z4 GT3
- 2016年 - BMW・M6 GT3

※インターコンチネンタルGTチャレンジ併催
- 2017年 - アウディ・R8 LMS
- 2018年 - BMW・M6 GT3
- 2019年 - ポルシェ・911 GT3
- 2020年 - ポルシェ・911 GT3
- 2021年 - フェラーリ・488 GT3
- 2022年 - メルセデスAMG・GT3
- 2023年 - BMW・M4 GT3
- 2024年 - アストンマーティン・ヴァンテージ AMR GT3
- 2025年 - ランボルギーニ・ウラカン GT3 Evo 2

## メーカー優勝回数ランク
| 優勝回数 | マニュファクチャラー   | 優勝年 |
| -------- | ---------------------- | --- |
| 25       | BMW                    | 1965, 1966, 1970, 1973, 1974, 1975, 1976, 1977, 1982, 1983 1985, 1986, 1987, 1988, 1990, 1992, 1994, 1995, 1996, 1997 1998, 2015, 2016, 2018, 2023 |
| 8        | ポルシェ               | 1967, 1968, 1969, 1993, 2003, 2010, 2019, 2020 |
| 7        | アルファロメオ         | 1928, 1929, 1930, 1932, 1933, 1936, 1938 |
| 6        | フォード               | 1971, 1972, 1978, 1979, 1980, 1989 |
| 4        | メルセデス・ベンツ     | 1931, 1964, 2013, 2022 |
| 4        | フェラーリ             | 1949, 1953, 2004, 2021 |
| 4        | アウディ               | 2011, 2012, 2014, 2017 |
| 3        | プジョー               | 1926, 1999, 2000 |
| 3        | マセラティ             | 2005, 2006, 2008 |
| 2        | アストンマーティン     | 1948, 2024 |
| 2        | クライスラー           | 2001, 2002 |
| 2        | シボレー               | 2007, 2009 |
| 1        | ビクナン               | 1924 |
| 1        | シェナード・ウォーカー | 1925 |
| 1        | エクセルシオール       | 1927 |
| 1        | ブガッティ             | 1934 |
| 1        | マツダ                 | 1981 |
| 1        | ジャガー               | 1984 |
| 1        | 日産                   | 1991 |
| 1        | ランボルギーニ         | 2025 |